# Унерчик
Унерчик — посёлок в Рыбинском районе Красноярского края в составе Красногорьевского сельсовета. Выделен в 1989 году из Двуреченского сельсовета.

## География
Находится при железнодорожной линии Абакан — Тайшет примерно в 43 километрах к юг-юго-востоку от районного центра города Заозёрный.

## Климат
Климат резко континентальный. Зима суровая, средние температуры января составляют −19—21 °С, критические — от −45 до −52 °С. Лето преимущественно жаркое, солнечное, со средними температурами июля +19—25 °С, максимальные: +34—38 °С.

## Население
| 2010 |
| ---- |
| 13   |

Постоянное население составляло 14 человек в 2002 году (93 % русские).